# 15e étape du Tour de France 2008
Pour un article plus général, voir Tour de France 2008.
La 15e étape du Tour de France 2008 s'est déroulée le 20 juillet. Le parcours de 183 km reliait Embrun à Prato Nevoso (Italie).

## Profil de l'étape
Le parcours comprend deux difficultés importantes : le col Agnel au km 58 (20,5 km de montée à 6,6 %) qui est classé hors catégorie, et l'arrivée en côte à Prato Nevoso (11,4 km de montée à 6,9 %) qui est classé en côte de 1re catégorie. C'est la première fois que le Tour de France franchit le col Agnel, second plus haut col routier des Alpes françaises, et troisième des Alpes.
Ce col n'était pourtant pas prévu au programme de cette étape, qui devait initialement partir de Digne-les-Bains, d'après la présentation du tracé du Tour fin octobre 2007. C'est le risque important de chutes de pierres au col de Larche qui a poussé les organisateurs à changer de ville-départ et d'itinéraire pour cette étape.

## La course
Le départ de cette étape est marqué par l'absence du coureur britannique Mark Cavendish ; vainqueur de quatre étapes du Tour, il fut lâché la veille par le peloton dans la dernière difficulté de l'étape et est très fatigué, d'après le manager de l'équipe Team Columbia Bob Stapleton. Il participera à l'épreuve de l'américaine aux jeux Olympiques de Pékin en août.
Le départ est donné à Embrun sous la pluie. Egoi Martínez (Euskaltel-Euskadi), Danny Pate (Garmin-Chipotle) et José Luis Arrieta (AG2R La Mondiale) se détachent au km 12, ils sont rejoints au km 16 par Simon Gerrans (Crédit agricole).
Le peloton laisse les échappés prendre de l'avance et roule vers le col Agnel à une allure réduite. Stijn Devolder et Mark Renshaw abandonnent cependant, et le maillot jaune Cadel Evans perd un coéquipier important, Christophe Brandt, qui figure parmi les quelques coureurs lâchés durant l'ascension. Les quatre hommes de tête passent le col avec 11 minutes et 50 secondes d'avance sur Thomas Voeckler, Bernhard Kohl et Rémy Di Grégorio, qui devancent le peloton de 15 secondes.
Dans la descente, Óscar Pereiro heurte la barrière de sécurité et tombe sur la route en contrebas. Blessé sérieusement, il abandonne la course. Cette chute entraîne le ralentissement du peloton dont le retard sur les échappés s’accroît à 16 min 10 s au km 90, puis 17 min 10 s au ravitaillement à Melle.
Alors que l'écart décroît, une nouvelle chute survient dans un rond-point à Coni, entraînant notamment au sol Vincenzo Nibali, Sebastian Lang et Damiano Cunego. Les Lampre cessent la poursuite qu'ils menaient en tête du peloton et l'équipe CSC Saxo Bank, avec Stuart O'Grady et Kurt Asle Arvesen, prend le relais. Le peloton accuse quand même un retard de 12 min 35 s à 25 km de l’arrivée, au colle del Morte.
Arrieta est lâché par ses trois compagnons dans la montée vers Prato Nevoso. Malgré plusieurs attaques de Martínez dans la montée, la victoire se joue au sprint entre les trois échappés et c'est l'Australien Gerrans qui se montre le plus rapide.
Le peloton, lancé alors par Fabian Cancellara et Jens Voigt, aborde l'ascension finale avec 10 minutes de retard. Bien que la victoire d'étape est hors de portée, les derniers kilomètres ne vont pas manquer d'animations.
Andy Schleck mène le groupe des favoris, réduit à dix coureurs : Cadel Evans, Carlos Sastre, Andy et Fränk Schleck, Alejandro Valverde, Bernhard Kohl, Denis Menchov, Christian Vande Velde et Samuel Sánchez.
Sastre est le premier à tenter une accélération, imité ensuite par Sanchez. Le groupe se reforme et Andy Schleck reprend la tête pour lui donner le tempo. Denis Menchov attaque à son tour mais glisse dans un virage et retrouve sa place aux côtés de ses poursuivants. Le groupe est animé par plusieurs offensives, qui mettent le maillot jaune Evans, sans coéquipier, en difficulté.
Sur une nouvelle attaque de Carlos Sastre à un kilomètre du sommet, seuls Menchov et Kohl parviennent à le suivre. Ils sont rejoints un peu plus tard par Valverde alors que Cadel Evans tente de garder le contact avec Fränk Schleck. Menchov, puis Valverde sont distancés par Kohl et Sastre. Ces derniers franchissent la ligne d'arrivée avec plus de 4 minutes de retard sur le vainqueur. Valverde et Menchov suivent.
Derrière, Fränk Schleck attaque et devance Evans (13e) de 9 secondes à l'arrivée, ce qui lui permet d'endosser le maillot jaune. Kohl, qui reprend respectivement 38 et 47 secondes à Fränk Schleck et Cadel Evans, se hisse à la troisième place de classement général, devant l'Australien et s'empare du maillot à pois. À la veille du deuxième jour de repos, la tête du classement général s'est resserrée : les six premiers coureurs sont dans la même minute,,.

## Sprints intermédiaires
| Premier   | Egoi Martínez     | 6 pts. |
| Deuxième  | José Luis Arrieta | 4 pts. |
| Troisième | Danny Pate        | 2 pts. |

| Premier   | Simon Gerrans     | 6 pts. |
| Deuxième  | Danny Pate        | 4 pts. |
| Troisième | José Luis Arrieta | 2 pts. |

## Côtes
| Premier   | Egoi Martínez     | 20 pts. |
| Deuxième  | José Luis Arrieta | 18 pts. |
| Troisième | Simon Gerrans     | 16 pts. |
| Quatrième | Danny Pate        | 14 pts. |
| Cinquième | Thomas Voeckler   | 12 pts. |
| Sixième   | Bernhard Kohl     | 10 pts. |
| Septième  | Rémy Di Grégorio  | 8 pts.  |
| Huitième  | Yaroslav Popovych | 7 pts.  |
| Neuvième  | John-Lee Augustyn | 6 pts.  |
| Dixième   | Jens Voigt        | 5 pts.  |

| Premier   | José Luis Arrieta | 4 pts. |
| Deuxième  | Egoi Martínez     | 3 pts. |
| Troisième | Simon Gerrans     | 2 pts. |
| Quatrième | Danny Pate        | 1 pts. |

| - 3. Prato Nevoso, 1re catégorie (kilomètre 183) \| Premier \| Simon Gerrans \| 30 pts. \| \| Deuxième \| Egoi Martínez \| 26 pts. \| \| Troisième \| Danny Pate \| 22 pts. \| \| Quatrième \| José Luis Arrieta \| 18 pts. \| \| Cinquième \| Bernhard Kohl \| 16 pts. \| \| Sixième \| Carlos Sastre \| 14 pts. \| \| Septième \| Alejandro Valverde \| 12 pts. \| \| Huitième \| Denis Menchov \| 10 pts. \| |                    |         |
| Premier | Simon Gerrans      | 30 pts. |
| Deuxième | Egoi Martínez      | 26 pts. |
| Troisième | Danny Pate         | 22 pts. |
| Quatrième | José Luis Arrieta  | 18 pts. |
| Cinquième | Bernhard Kohl      | 16 pts. |
| Sixième | Carlos Sastre      | 14 pts. |
| Septième | Alejandro Valverde | 12 pts. |
| Huitième | Denis Menchov      | 10 pts. |

## Classement de l'étape
| Classement de la 15e étape | Classement de la 15e étape | Classement de la 15e étape | Classement de la 15e étape | Classement de la 15e étape |
|                            | Coureur                    | Pays                       | Équipe                     | Temps                      |
| -------------------------- | -------------------------- | -------------------------- | -------------------------- | -------------------------- |
| 1er                        | Simon Gerrans              | AUS                        | Crédit agricole            | en 4 h 50 min 44 s         |
| 2e                         | Egoi Martínez              | ESP                        | Euskaltel-Euskadi          | + 03 s                     |
| 3e                         | Danny Pate                 | USA                        | Garmin-Chipotle            | + 10 s                     |
| 4e                         | José Luis Arrieta          | ESP                        | AG2R-La Mondiale           | + 55 s                     |
| 5e                         | Bernhard Kohl              | AUT                        | Gerolsteiner               | + 4 min 03 s               |
| 6e                         | Carlos Sastre              | ESP                        | Team CSC Saxo Bank         | + 4 min 03 s               |
| 7e                         | Alejandro Valverde         | ESP                        | Caisse d'Épargne           | + 4 min 12 s               |
| 8e                         | Denis Menchov              | RUS                        | Rabobank                   | + 4 min 23 s               |
| 9e                         | Fränk Schleck              | LUX                        | Team CSC Saxo Bank         | + 4 min 41 s               |
| 10e                        | Christian Vande Velde      | USA                        | Garmin-Chipotle            | + 4 min 43 s               |
| modifier                   |                            |                            |                            |                            |

## Classement général
| Classement général | Classement général    | Classement général | Classement général | Classement général  |
|                    | Coureur               | Pays               | Équipe             | Temps               |
| ------------------ | --------------------- | ------------------ | ------------------ | ------------------- |
| 1er                | Fränk Schleck         | LUX                | Team CSC Saxo Bank | en 63 h 57 min 21 s |
| 2e                 | Bernhard Kohl         | AUT                | Gerolsteiner       | + 07 s              |
| 3e                 | Cadel Evans           | AUS                | Silence-Lotto      | + 08 s              |
| 4e                 | Denis Menchov         | RUS                | Rabobank           | + 38 s              |
| 5e                 | Christian Vande Velde | USA                | Garmin-Chipotle    | + 39 s              |
| 6e                 | Carlos Sastre         | ESP                | Team CSC Saxo Bank | + 49 s              |
| 7e                 | Kim Kirchen           | LUX                | Team Columbia      | + 2 min 48 s        |
| 8e                 | Vladimir Efimkin      | RUS                | AG2R-La Mondiale   | + 3 min 36 s        |
| 9e                 | Alejandro Valverde    | ESP                | Caisse d'Épargne   | + 4 min 11 s        |
| 10e                | Samuel Sánchez        | ESP                | Euskaltel-Euskadi  | + 4 min 34 s        |
| modifier           |                       |                    |                    |                     |

## Classements annexes

### Classement par points
| Classement par points | Classement par points | Classement par points | Classement par points | Classement par points |
| --------------------- | --------------------- | --------------------- | --------------------- | --------------------- |
|                       | Coureur               | Pays                  | Équipe                | Point(s)              |
| 1er                   | Óscar Freire          | ESP                   | Rabobank              | 219 points            |
| 2e                    | Thor Hushovd          | NOR                   | Crédit agricole       | 172 pts               |
| 3e                    | Erik Zabel            | GER                   | Team Milram           | 167 pts               |
| modifier              |                       |                       |                       |                       |

### Classement de la montagne
| Classement du meilleur grimpeur | Classement du meilleur grimpeur | Classement du meilleur grimpeur | Classement du meilleur grimpeur | Classement du meilleur grimpeur |
| ------------------------------- | ------------------------------- | ------------------------------- | ------------------------------- | ------------------------------- |
|                                 | Coureur                         | Pays                            | Équipe                          | Point(s)                        |
| 1er                             | Bernhard Kohl                   | AUT                             | Gerolsteiner                    | 85 points                       |
| 2e                              | Sebastian Lang                  | GER                             | Gerolsteiner                    | 60 pts                          |
| 3e                              | Egoi Martínez                   | ESP                             | Euskaltel-Euskadi               | 50 pts                          |
| modifier                        |                                 |                                 |                                 |                                 |

### Classement du meilleur jeune
| Classement général du meilleur jeune | Classement général du meilleur jeune | Classement général du meilleur jeune | Classement général du meilleur jeune | Classement général du meilleur jeune |
|                                      | Coureur                              | Pays                                 | Équipe                               | Temps                                |
| ------------------------------------ | ------------------------------------ | ------------------------------------ | ------------------------------------ | ------------------------------------ |
| 1er                                  | Vincenzo Nibali                      | ITA                                  | Liquigas                             | en 64 h 02 min 43 s                  |
| 2e                                   | Roman Kreuziger                      | CZE                                  | Liquigas                             | + 1 min 53 s                         |
| 3e                                   | Maxime Monfort                       | BEL                                  | Cofidis                              | + 3 min 12 s                         |
| modifier                             |                                      |                                      |                                      |                                      |

### Classement par équipes
| Classement par équipes | Classement par équipes | Classement par équipes | Classement par équipes |
|                        | Équipe                 | Pays                   | Temps                  |
| ---------------------- | ---------------------- | ---------------------- | ---------------------- |
| 1re                    | Team CSC Saxo Bank     | Danemark               | en 191 h 43 min 49 s   |
| 2e                     | AG2R-La Mondiale       | France                 | + 3 min 32 s           |
| 3e                     | Rabobank               | Pays-Bas               | + 28 min 13 s          |
| modifier               |                        |                        |                        |

### Combativité
Egoi Martínez (Euskaltel-Euskadi)

## Abandons
- Mark Cavendish, non partant (préparation aux Jeux olympiques) (Team Columbia)
- Stijn Devolder, abandon (défaillance, fatigue) (Quick Step-Innergetic)
- Mark Renshaw, abandon (maladie) (Crédit agricole)
- Óscar Pereiro, abandon (chute) (Caisse d'Épargne)